# Syrphoctonus pictus
Syrphoctonus pictus är en stekelart som först beskrevs av Johann Ludwig Christian Gravenhorst 1829.  Syrphoctonus pictus ingår i släktet Syrphoctonus och familjen brokparasitsteklar. Arten är reproducerande i Sverige.

## Underarter
Arten delas in i följande underarter:
- S. p. nigriscuta
- S. p. rufipleura